# 田柴科制
田柴科制（でんさいかせい）は、高麗の時代（918年～1392年）に行われた土地制度。田地（田畑）と柴地（柴刈り地、燃料などに使う）の2つが支給されていたため、田柴科制度と呼ぶ。土地の所有権ではなく税金を受ける権利が支給された。

## 歴史
この制度は976年に役分田を土台として発展させた制度であり、官職とともに人柄を反映して土地を分配した。穆宗の時代の998年にはこれを改定して官僚（前・現職）のみが対象とされ、支給量も減った。1076年には土地不足から、現職官僚のみに限定して支給されるようになった。
しかしながら、これとは他に功蔭田柴と言う制度があり、上級官僚は永続して所有できる田地、柴地を保有していた。軍人と地方官吏も地位を世襲する条件で田地を世襲することができた。官吏の遺家族にも田地が支給された。
11世紀には田柴科制度は破綻を見せ始め、12世紀には田柴の支給が少なく困窮した武臣の反乱を招いてしまう。
さらに高麗後期に入るとこの制度は完全に破綻してしまい、一部の官僚に支給される大量の恩給田（事実上の私田）が実際に支給できる田柴地を圧迫してしまい、元から解放された後に出てきた新興官僚の反発を招いた。
1391年に李成桂らが科田法を導入し、田柴科は廃止される。

## 支給内容
田柴科の受給対象は文武官吏から軍人、閑人に至るまで18等級に分け、穀物を受け取ることができる田地と燃料を得ることができる柴地を与えた。このとき支給されたのは土地の収租権のみである。官職服務と職役に対する対価として支給されたため、この土地を受け取った子が死亡したり官職から退いたりしたときは土地を国家に返納した。
| 等級 時期   | 等級 時期    | 等級 時期 | 1   | 2   | 3   | 4  | 5  | 6  | 7  | 8  | 9  | 10 | 11 | 12 | 13 | 14 | 15 | 16 | 17 | 18 |
| 景宗 (976)  | 始 定 田柴科 | 田地      | 110 | 105 | 100 | 95 | 90 | 85 | 80 | 75 | 70 | 65 | 60 | 55 | 40 | 45 | 42 | 39 | 36 | 33 |
| 景宗 (976)  | 始 定 田柴科 | 柴地      | 110 | 105 | 100 | 95 | 90 | 85 | 80 | 75 | 70 | 65 | 60 | 55 | 40 | 45 | 40 | 35 | 30 | 25 |
| 穆宗 (998)  | 改 定 田柴科 | 田地      | 100 | 95  | 90  | 85 | 80 | 75 | 70 | 65 | 60 | 55 | 50 | 45 | 40 | 35 | 30 | 27 | 23 | 20 |
| 穆宗 (998)  | 改 定 田柴科 | 柴地      | 70  | 65  | 60  | 55 | 50 | 45 | 40 | 35 | 33 | 30 | 25 | 22 | 20 | 15 | 10 |    |    |    |
| 文宗 (1076) | 更 定 田柴科 | 田地      | 100 | 90  | 85  | 80 | 75 | 70 | 65 | 60 | 55 | 50 | 45 | 40 | 35 | 30 | 25 | 22 | 20 | 17 |
| 文宗 (1076) | 更 定 田柴科 | 柴地      | 50  | 45  | 40  | 35 | 30 | 27 | 24 | 21 | 18 | 15 | 12 | 10 | 8  | 5  |    |    |    |    |